# Aš
Aš (niem. Asch) – miasto w zachodnich Czechach, w kraju karlowarskim, w powiecie Cheb. Położony na cyplu askim (cz. ašský výběžek) jest najdalej na zachód wysuniętym czeskim miastem. Od zachodu (Bawaria), północy i wschodu (Saksonia) graniczy z Niemcami. Nazwa miejscowości pochodzi od niemieckiej nazwy ryby – lipienia (niem. Äsche), która występuje w herbie i na fladze miasta. Według danych z 31 grudnia 2003 powierzchnia miasta wynosiła 5 586 ha, a liczba jego mieszkańców 12 866 osób.

## Historia
Miasto założone na początku XI wieku przez niemieckich kolonistów. Po raz pierwszy wzmiankowane w 1270. W 1331 zostało sprzedane królowi Czech Janowi Luksemburskiemu. W 1557 miasto wraz z okolicą zostało inkorporowane do Królestwa Czech. Dominowała tu ludność luterańska. Po wydaniu Patentu tolerancyjnego w 1781 miasto zostało siedzibą luterańskiego superintendenta Kościoła ewangelickiego w austriackiej Przedlitawii.

## Gospodarka
W mieście rozwinął się przemysł włókienniczy, maszynowy, spożywczy, drzewny oraz ceramiczny. Ośrodek turystyczny.

## Demografia
| Rok             | 1970   | 1980   | 1991   | 2001   | 2003   |
| --------------- | ------ | ------ | ------ | ------ | ------ |
| Liczba ludności | 12 843 | 12 925 | 12 285 | 12 584 | 12 866 |

Źródło: Czeski Urząd Statystyczny

## Miasta partnerskie
- Plauen, Niemcy
- Oelsnitz/Vogtl., Niemcy
- Fiumefreddo di Sicilia, Włochy